# 栗東信号場
栗東信号場（りっとうしんごうじょう）は、滋賀県栗東市下鈎にある東海旅客鉄道（JR東海）関西支社に属する東海道新幹線の信号場である。

## 概要
東京駅からのキロ程は452.6 km。
新幹線の大型保守機械導入等により、既存の保守基地である米原・鳥飼の間、滋賀県栗東町（当時）に新設された、栗東保守基地との本線分岐のために設けられた信号場である。在来線である草津線との立体交差部分に設けられており、かつては保守基地に資材搬入等が在来線からも利用できる構造になっていたが、2013年（平成25年）に草津線からの引込線が撤去された。
当信号場の東側に南びわ湖駅の建設が進められたが、着工後まもなく新駅計画は凍結となった。

## 歴史
- 1980年（昭和55年）10月：着工[1]。
- 1981年（昭和56年）
  - 11月26日：前日から同日にかけての保守間合いに諸設備を切り替え、栗東信号場使用開始（この時点では分岐器等の挿入はなし）[1]。
  - 12月9日：同日と翌1982年（昭和57年）1月27日の工事で上下渡り線と基地引き込み用の分岐器を設置[1]。
- 1982年（昭和57年）4月1日：栗東保守基地開設[2]。
- 1987年（昭和62年）4月1日：国鉄分割民営化によりJR東海が継承[3]。

## 周辺施設
東海道新幹線は、当信号場のほぼ真下で西日本旅客鉄道（JR西日本）草津線と交差する。栗東保守基地は（交差地点の）南西側にあり、その反対側には日清食品滋賀工場がある。北側は住宅地であるが、北西へ少し離れた所（霊仙寺・駒井沢方面）は工業地も混在する。

## 隣の施設
東海旅客鉄道（JR東海）
 東海道新幹線
米原駅 - 栗東信号場 - 京都駅